# Geschäftsmodell
Dieser Artikel wurde aufgrund inhaltlicher und/oder formaler Mängel auf der Qualitätssicherungsseite des Portals Wirtschaft eingetragen. 
Du kannst helfen, indem du die dort genannten Mängel beseitigst oder dich an der Diskussion beteiligst.
Ein Geschäftsmodell (englisch business model) beschreibt die Funktionsweise eines Unternehmens und wie es Gewinne erwirtschaftet. Weder in der Wissenschaft noch in der Praxis gibt es eine allgemein akzeptierte Definition. Grundsätzlich soll die Beschreibung von Geschäftsmodellen helfen, die Schlüsselfaktoren des Unternehmenserfolges oder Misserfolges zu verstehen, zu analysieren und zu kommunizieren.
Die Entstehung einer Vielzahl neuartiger Geschäftsmodelle lässt sich auf die 1990er-Jahre und den Aufstieg kommerzieller Aktivitäten im Internet zurückführen. Dieser revolutionäre Schritt hat zu einem deutlichen Anstieg der Vielfalt in der Generierung von Gewinnen geführt. Zum Beispiel begannen Unternehmen damit, Einnahmen von Dritten zu erzielen, anstatt direkt vom Endnutzer zu profitieren, wie es beispielsweise bei Bannerwerbung der Fall war. Gleichzeitig ermöglichte die Digitalisierung es, Software nahezu ohne Distributionskosten herunterzuladen, was eine weitere Einnahmequelle schuf. Der Begriff "E-Commerce" wurde geprägt, um diese Entwicklung zu beschreiben. Darüber hinaus fanden auch im traditionellen Handel neue Geschäftsmodelle Anwendung, wie etwa Ratenkauf und Leasingverträge. Diese Innovationen in den Geschäftsmodellen ergänzen oder ersetzen auf gesättigten Märkten zunehmend die herkömmliche Produkt- oder Prozessinnovation.
Ein weiterer wichtiger Schritt in der Entwicklung von Geschäftsmodellen ist das Konzept der Open Innovation, das zu offenen Geschäftsmodellen („open business models“) führt. Hierbei arbeiten Unternehmen gemeinsam mit Partnern und Lieferanten an der Entwicklung neuer Produkte und Dienstleistungen, die über die Grenzen ihrer jeweiligen Fachgebiete hinausgehen. Dies fördert eine umfassendere und kooperativere Form der Innovation und eröffnet neue Möglichkeiten für die Wertschöpfung in der Wirtschaft.

## Geschichte
Die Entwicklungsgeschichte von Geschäftsmodellen reicht bis zu den Ursprüngen des Handels zurück. Im Verlauf der Jahrhunderte haben sich Geschäftsmodelle kontinuierlich weiterentwickelt, von den einfachen Handelsbeziehungen der Vergangenheit bis hin zu den komplexen globalen Strukturen von heute. Während der Industrialisierung im 18. und 19. Jahrhundert dominierten Massenproduktion und standardisierte Prozesse die Wirtschaft. Im 20. Jahrhundert spielten Einzelhandelsketten, Franchising und die Globalisierung eine bedeutende Rolle in der Geschäftswelt. Mit dem Aufkommen des Internets im späten 20. Jahrhundert erlebten wir eine digitale Revolution, die zu einem Aufblühen von E-Commerce und digitalen Plattformen führte. Heute, in einer Ära der fortlaufenden technologischen Innovation, sind Geschäftsmodelle einem ständigen Wandel unterworfen. Unternehmen müssen sich kontinuierlich anpassen, um auf die sich verändernden Marktbedingungen und die neuen Möglichkeiten, die die Technologie bietet, zu reagieren.

## Charakterisierung
Ein Geschäftsmodell besteht nach Stähler aus drei Hauptkomponenten:
Nutzenversprechen
Ein Geschäftsmodell enthält eine Beschreibung, welchen Nutzen Kunden oder andere Partner des Unternehmens aus der Verbindung mit diesem Unternehmen ziehen können. Dieser Teil eines Geschäftsmodells wird Value Proposition, Wertangebot oder Nutzenversprechen genannt. Es beantwortet die Frage: Welchen Nutzen und Wert stiftet das Unternehmen für Kunden und strategische Partner?
Architektur der Wertschöpfung
Ein Geschäftsmodell ist gleichzeitig eine Architektur der Wertschöpfung, d. h., wie der Nutzen für die Kunden und die strategischen Partner generiert wird. Diese Architektur beinhaltet eine Beschreibung der verschiedenen Stufen der Wertschöpfung und der verschiedenen wirtschaftlichen Agenten und ihrer Rollen in der Wertschöpfung. Es beantwortet die Fragen: Wie wird die Leistung in welcher Konfiguration erstellt? Welche Leistungen werden auf welchen Märkten angeboten (Produkt/Markt Strategien)?
Ertragsmodell
Neben dem Was und dem Wie beschreibt das Geschäftsmodell auch, welche Erlöse das Unternehmen aus welchen Quellen generiert. Die zukünftigen Unternehmensgewinne entscheiden über den Wert des Geschäftsmodells und damit über seine Nachhaltigkeit. Es beantwortet die Frage: Wodurch wird Geld verdient? Dieser Teil des Geschäftsmodells heißt Ertragsmodell. Es gliedert sich in ein Erlös- und ein Kostenmodell.
Ähnliche Klassifikation sind auch in der Fachliteratur zu finden, z. B. bei Richardson: Wertversprechen (value proposition), Wertschöpfung (value creation and delivery) und Ertragsmechanismus (value capture). Diese Einteilung des Geschäftsmodells in Elemente wird auch als Metamodell bezeichnet.
Wirtz bildet ein Geschäftsmodell in stark vereinfachter und kompakter Form ab, welche Ressourcen in die Unternehmung fließen und wie diese durch Leistungen des Unternehmens in vermarktbare Informationen, Produkte und/oder Dienstleistungen übertragen werden.
Wirtz unterteilt ein Geschäftsmodell in neun Teilmodelle:
1. Strategiemodell
2. Ressourcenmodell
3. Netzwerkmodell
4. Kundenmodell
5. Marktangebotsmodell
6. Erlösmodell
7. Leistungserstellungsmodell
8. Beschaffungsmodell
9. Finanzmodell

Osterwalder und Pigneur sehen das Nutzen- bzw. Wertangebot für die Kunden (Value Proposition) im Zentrum eines Geschäftsmodells. Darum gruppieren sich auf Unternehmensseite
1. Schlüsselressourcen
2. Schlüsselaktivitäten
3. Schlüsselpartner
4. Kostenstruktur

sowie auf der Marktseite
1. Kundenbeziehungen
2. Kommunikations- und Distributionskanäle
3. bearbeitete Kundensegmente
4. Einnahmequellen

Ein Geschäftsmodell kann immer nur eine Annäherung an die wirkliche Organisation eines Unternehmens oder der gesamten Wertschöpfungskette eines Geschäftes sein, das heißt es ist eine Abstraktion. Der Abstraktionsgrad hängt von den Zielen ab, die mit dem Geschäftsmodell verfolgt werden. Für die Erarbeitung einer Geschäftsstrategie kann das Geschäftsmodell auf recht abstrakter Ebene beschrieben werden, während eine Beschreibung eines Geschäftsmodells für die Entwicklung von Software als Grundlage der Geschäftsprozesse deutlich detaillierter sein muss, da das Geschäftsmodell als Grundlage für die Prozess-, Datenmodelle etc. verwendet wird.
Das Geschäftsmodell kann die Beschreibung einerseits eines einzelnen Unternehmens, andererseits aber auch einer ganzen Industrie sein. Im letzteren Sinne verwendet man den Begriff des Geschäftsmodells insbesondere bei reifen Industrien, bei denen sich ein dominantes Geschäftsmodell durchgesetzt hat. Differenzierten sich die einzelnen Unternehmen einer reifen Industrie früher nur wenig, so dass von einem branchenweit einheitlichen Modell gesprochen werden konnte, so finden sich heute auch in reifen Industrien mehr und komplexere Geschäftsmodelle. Das hängt mit der zunehmenden Marktsättigung und dem Trend zu Nischenmärkten, aber auch mit der durch das Internet ermöglichten Geschäftsmodellvielfalt zusammen.

## Aufgabe eines Geschäftsmodells
Wichtig ist festzuhalten, dass ein Geschäftsmodell keine Strategie an sich darstellt, da jedes Unternehmen per Definition ein Geschäftsmodell hat. Heute dient die Entwicklung von Geschäftsmodellen in Unternehmen vor allem für strategische Analysen mit folgenden Zielen:
- das eigene Geschäft besser zu verstehen,
- das heutige Geschäft zu verbessern, sich besser gegenüber Wettbewerbern zu differenzieren oder die eigenen Schwächen zu verstehen, wenn neue Wettbewerber mit neuen Geschäftsmodellen im Markt aktiv werden.
- neue Geschäftsideen systematisch darzustellen und so zu evaluieren, worin sich die neue Geschäftsidee von bestehenden unterscheidet, wo die Wettbewerbsvorteile liegen, welchen Kundennutzen die neue Geschäftsidee aufweist und dadurch zu verstehen, welche Erfolgswahrscheinlichkeiten eine neue Geschäftsidee hat,[15]
- zu prüfen, ob das Geschäftsmodell skalierbar ist, z. B. durch Übertragung auf neue Märkte oder Franchising.

Geschäftsmodellinnovationen, d. h. die Veränderung des bestehenden oder die Diversifikation in neue Geschäftsmodelle, sind auf Grund ihrer weitreichenden Folgen für das Unternehmen meist von strategischer Bedeutung.

## Kritik am Konzept Geschäftsmodell
In der klassischen Strategieliteratur existiert das Konzept des Geschäftsmodells nicht.
David Teece schreibt dazu, dass dem Konzept des Geschäftsmodells eine theoretische Grundlage fehlt. Die klassischen Analyseeinheiten in der Strategieentwicklung sind Industrien, Unternehmen oder Business Units, wobei aber in der akademischen Literatur darüber diskutiert wird, ob diese noch die richtigen Analyseeinheiten für die Strategieentwicklung darstellen.
Bettis argumentiert, dass durch die Limitierung auf die bekannten und akzeptierten Analyseeinheiten gerade Innovationen, die durch neue Querschnittstechnologien wie das Internet ausgelöst werden, nicht erfasst und begriffen werden können. Aus diesem Grund schlagen Stähler und Osterwalder das Geschäftsmodell als Analyseeinheit für neue internetbasierte Unternehmen vor. Gerade in der Vermarktung fast unbeschränkt kopierbarer digitaler Güter muss expliziter als bei physischen Gütern dargestellt werden, wie die Erlöse erzielt werden (z. B. transaktionsabhängig oder nicht, durch den Nutzer oder durch Dritte usw.).

## Geschäftsmodell-Software
Grundsätzlich dienen Softwarelösungen im Kontext von Geschäftsmodellen (sog. Business Model Development Tools) der Modellierung, Visualisierung und Analyse von Geschäftsmodellen. Die Anzahl der verfügbaren Geschäftsmodell-Software steigt laufend. Die (Weiter-)Entwicklung von Softwarelösungen zur Innovation von Geschäftsmodellen wird dabei sowohl durch die Praxis, als auch die Forschung getrieben. Bestehende Lösungen zur Software-basierten Innovation von Geschäftsmodellen unterscheiden sich dabei in ihrem Verständnis des Geschäftsmodellbegriffs und in Art sowie Umfang der angebotenen Funktionalitäten. Zurzeit ist Geschäftsmodell-Software verschiedener Anbieter verfügbar, so z. B. Business Model Canvas Module, Phase 2 Generator, Software Business Model Wizard, Strategyzer, Unternehmerheld, Visual Business Model Designer, Innovator Enterprise Modeling Suite und runpat – smarter business models.